# Ravières
Ravières település Franciaországban, Yonne megyében. Lakosainak száma 727 fő (2022. január 1.). Ravières Stigny, Asnières-en-Montagne, Verdonnet, Chassignelles, Cry, Jully és Nuits községekkel határos.

## Népesség
A település népessége az elmúlt években az alábbi módon változott:
| Lakosok száma | 838  | 804  | 787  | 736  | 728  | 718  | 712  | 719  | 727  |
|               | 2013 | 2015 | 2016 | 2017 | 2018 | 2019 | 2020 | 2021 | 2022 |